# Алонка
Ало́нка (рос. Алонка) — селище у складі Верхньобуреїнського району Хабаровського краю, Росія. Адміністративний центр та єдиний населений пункт Алонського сільського поселення.

## Населення
Населення — 431 особа (2010; 740 у 2002).
Національний склад (станом на 2002 рік):
- росіяни — 58 %
- корейці — 26 %